# Ignace Venetz
Ignace Venetz ou Ignaz Venetz, né le 21 mars 1788 à Visperterminen (Valais) et mort le 20 avril 1859, est un ingénieur, naturaliste, hydrologue et glaciologue suisse. Il est l'un des premiers scientifiques à émettre l'hypothèse que les glaciers couvraient de vastes régions en Europe avant de reculer. Son rôle dans la création de la théorie glaciaire est principalement le résultat de ses multiples observations de terrain, effectuées durant ses activités d'ingénieur.
Concernant ses activités d'ingénieur, Ignace Venetz est connu pour avoir réalisé le percement d'une galerie dans le glacier régénéré du Giétro, tentant ainsi d'éviter la débâcle du Giétro en 1818. Il a également participé à la correction du Rhône en Valais. 

## Biographie
Ignace Venetz est né le 21 mars 1788 à Visperterminen (Valais, région de Saas-Fee). Ses parents l'envoient au collège à Brigue puis il décide d'entrer au séminaire. Toutefois, il quitte l'institution, plus attiré par les sciences naturelles et les mathématiques.
Sa formation d'ingénieur terminée, il intègre le corps des Ponts et chaussées du département du Simplon (le Valais est intégré à la France à l'époque). Après une brève activité d'ingénieur militaire en Valais (à Saint-Maurice) pour le compte des autrichiens en 1815, il devient ingénieur cantonal pour les autorités valaisannes les années suivantes.
Ignace Venetz change d'employeur en 1836 et rejoint les services d'ingénierie du canton de Vaud. Il poursuit ses activités d'ingénieur pour le compte des autorités vaudoises jusqu'en 1855. Il rentre alors à Sion et se consacre à divers ouvrages et à ses recherches sur la théorie glaciaire. Il meurt de maladie le 20 avril 1859.

## Ingénierie

### Action au Giétro
Ayant déjà étudié la problématique des lacs glaciaires et des débâcles au Mattmark, Ignace Venetz est envoyé par les autorités valaisannes dans le val de Bagnes en mai 1818,. En effet, inquiets du faible débit de la rivière locale, la dranse de Bagnes, les paysans sont montés sur les hauteurs de la vallée et ont constaté qu'un cône de glace s'était formé en contrebas du glacier du Giétro, obstruant le passage de la rivière et créant un lac supra-glaciaire de près de 3,5 kilomètres de long et 60 mètres de profondeur.
Dès son arrivée, Ignace Venetz mesure l'ampleur de la catastrophe qui se prépare et entame le percement d'une galerie afin de vidanger le lac,,,. Le chantier est compliqué par les risques naturels environnants (avalanches, chutes de séracs) mais l'ouvrage est terminé le 13 juin et la vidange peut commencer selon les plans de l'ingénieur. La situation reste toutefois précaire en regard de l'érosion et la masse d'eau en amont qui affaiblissent la structure du cône de glace. Le 16 juin à 16h30, le barrage glaciaire cède. Bien qu'environ un tiers du volume d'eau de la retenue ait pu être vidangé les deux jours précédents, près de 20 millions de mètres cubes déferlent dans le val de Bagnes jusqu'à Martigny, causant de nombreux dégâts et un bilan humain compris entre 34 et 44 victimes.
Après la catastrophe, le gouvernement valaisan entreprend des travaux préventifs sur le site du Giétro. En accord avec les plans de Venetz, un système de canaux suspendus inspiré des bisses est créé afin de créer un flux d'eau capable de briser la glace. Malgré des oppositions initiales au sein de la population bagnarde et quelques problèmes de fonctionnement, le système est confirmé par les autorités et reste en usage jusqu'aux années 1880.

### Travaux sur les lacs
Dès le début de sa carrière, Ignace Venetz s'est familiarisé avec les problématiques hydrauliques et glaciaires. Il est ainsi en 1811 au Mattmark où il étudie la dynamique entre le glacier de l'Allalin et la formation du lac. Après ses actions dans le val de Bagnes en 1818, il est de nouveau envoyé à Mattmark par les autorités valaisannes puis part étudier le lac de Märjelen en 1820. En bordure du glacier d'Aletsch, le lac est sujet à de fréquents débordements ou petites débâcles. Les archives font ainsi état de 8 phénomènes de déversements entre 1813 et 1915.
Si la situation est moins problématique que dans le val de Bagnes puisque le flux d'eau s'écoule dans une vallée sauvage et inhabitée, son arrivée dans la plaine du Rhône peut occasionner des dégâts si cet afflux est concomitant avec une hauteur d'eau importante du Rhône. Pendant longtemps, les habitants de la zone s'organisent d'ailleurs pour envoyer des messagers en aval avertir qu'une vidange du lac est en train de se produire. Dans l'esprit de trouver des solutions d'ingénierie à même de prévenir les catastrophes ou de les atténuer, la mission de Venetz à Märjelen est identique à celle concernant le Giétro après la débâcle.
Ne pouvant creuser une tranchée directement dans le glacier du fait de la masse de glace trop importante, Ignace Venetz suggère en 1827 et 1828 le percement d'une galerie d'écoulement proche du sol. La proposition rencontre une vive opposition des habitants de la vallée du Fieschertal qui craignent que leur bétail se blesse dans les ouvrages et que le flux d'eau rende certains alpages inutilisables. Les autorités valaisannes décident toutefois de mettre en œuvre le projet qui est achevé en 1829. Bien que le plan de Venetz permit de limiter l'intensité des débâcles, il n'empêcha pas la réalisation de ces évènements et fut vivement critiqué par la population locale à intervalles réguliers jusqu'à la réalisation d'un tunnel dans le rocher en 1894.
Pour Ignace Mariétan, ces travaux sur les lacs glaciaires et les débâcles permirent à Ignace de Venetz de compléter ses observations scientifiques sur ces phénomènes et les variations de l'extension glaciaire. Sur le terrain, l'ingénieur peut en effet mettre en relation le déplacement des blocs erratiques, la constitution de moraines et les différentes traces d'érosion glaciaires sur les roches. 
En parallèle de ses études et travaux à Märjelen, Ignace Venetz travaille sur l'aménagement du lac de Mattmark. La zone, située en amont de la vallée de Saas, est une grande cuvette bordée par le glacier de l'Allalin à l'ouest. Or, dans cette période d'avancée glaciaire, le glacier s'étend dans une partie de la cuvette et vient obstruer l'écoulement des eaux du bassin versant. Un lac glaciaire se forme ainsi dans la cuvette et peut atteindre des volumes d'eau important. 
Contrairement au Giétro, le barrage glaciaire de Mattmark ne présente pas de faiblesses structurelles puisque c'est l'Allalin lui-même qui coupe l'accès à la vallée et non une régénérescence d'un glacier suspendu faite de blocs de glace disjoints et de neige. Toutefois, il arrive que des débâcles se produisent et causent des dégâts en aval. De plus, la dynamique du glacier de l'Allalin est peu comprise par les scientifiques qui constatent des avancées et des reculs rapides, rendant d'autant plus difficile la gestion des risques de débordements ou de débâcles. 
Jusqu'au début des années 1830, les habitants de la vallée négligent la réalisation d'un ouvrage permettant de prévenir les catastrophes. Ignace Venetz doit ainsi attendre 1834 pour recevoir des crédits financiers des autorités locales et cantonales pour entamer le percement d'une tranchée dans l'Allalin. L'ouvrage est rapidement achevé et permet de faire baisser la hauteur du lac d'environ un tiers en 1848. Le système de Venetz resta en fonction jusqu'au début du XXe siècle où devant les mouvements erratiques du glacier et leurs impacts sur le niveau du lac, les autorités valaisannes décident ici aussi de réaliser un tunnel d'écoulement dans le rocher.

### Correction du Rhône et de la Broye
Venetz fut à l'origine de la correction du Rhône en Valais pour limiter ses crues et établir des digues. La conception débuta en 1825 et concernait le Bas-Valais mais ce n'est pas avant 1836 que les cantons de Vaud et du Valais se mirent véritablement d'accord. Les travaux s'étalèrent sur toute la deuxième moitié du XIXe siècle. Il participa aussi à la correction de la Broye dès 1843.

## Glaciologie
Venetz s'est intéressé aux mécanismes des glaciers en rédigeant en 1821 un mémoire sur les variations de la température dans les Alpes de la Suisse. Cet ouvrage fut lu à la Société helvétique des sciences naturelles, mais ne parut qu'en 1833 dans la seconde partie du 1er volume des Mémoires de la société helvétique. Venetz fait ainsi partie des pionniers de la glaciologie en Suisse, et sur le plan mondial, il fut parmi les premiers à expliquer de manière scientifique le déplacement des blocs erratiques, bien que le lien avec les glaciers fut précédemment mentionné par d'autres auteurs comme John Playfair.
Par l'observation des moraines, Venetz conclut que les glaciers étaient bien plus étendus à l'époque et couvraient une majeure partie du continent européen. Il a également émis l'hypothèse que le climat sur Terre oscillait entre des périodes chaudes et froides, en cela Venetz peut être considéré comme le précurseur, posant les principes fondamentaux de la théorie de l'Âge glaciaire.